# Råämne
Råämne eller ämne är ett grovt tillsågat eller naturvuxet föremål av trä eller metall som skall vidarebearbetas till en produkt. Det är inte nödvändigt att ett visst råämne är avsett för en viss tillverkning, utan det kan ligga och vänta på rätt tillfälle. En snickares förråd av virke eller en smeds förråd av järn kan betecknas som råämnen, och i bondesamhället samlade man på sig vrilar, krokvuxna träd och grenar och liknande som kunde komma till pass för användning vid någon tillverkning. Exempel på detta är spant till en båt. Den stora fördelen med naturkrokigt material är att fibrerna går obrutna genom böjen, vilket ger god styrka i alla riktningar.
Som råämne brukar man också beteckna en kemisk förening som är utgångsmaterial vid tillverkning av något annat kemiskt ämne.